# 道の駅奥大井音戯の郷
道の駅奥大井音戯の郷（みちのえき おくおおいおとぎのさと）は、静岡県榛原郡川根本町にある静岡県道77号川根寸又峡線の道の駅である。

## 施設
- 駐車場
  - 普通車：147台
  - 大型車：8台
  - 身障者用 : 3台
- トイレ（いずれも24時間利用可能）
  - 男：大 2器、小 7器
  - 女：6器
  - 身障者用：1器
- 公衆電話
- 特産物販売所
- 体験ミュージアム「音戯の郷」 - 日本の音風景100選のひとつに「大井川鉄道のSL」が選ばれたことに因んで設立された。

## 休館日
- 毎週火曜日（祝日の場合は翌日）
- 12月29日 - 1月1日

## アクセス
- 静岡県道77号川根寸又峡線 - 登録路線
  - 国道362号
- 大井川鐵道千頭駅

## 周辺
- 大井川
- 千頭駅SL資料館